# Csikóstőttős
Csikóstőttős è un comune dell'Ungheria centro-meridionale di 886 abitanti (dati 2008). È situato nella contea di Tolna.